# Anthocharis cethura
Anthocharis cethura is een vlindersoort uit de familie van de Pieridae (witjes), onderfamilie Pierinae.
De soort komt voor in het zuidwesten van de Verenigde Staten en het noorden van Mexico. Waardplanten komen uit de familie van de kruisbloemigen.
Anthocharis cethura werd in 1865 beschreven door C. & R. Felder.